# Powrót (film 1960)
Powrót – polski film psychologiczny z 1960 roku na podstawie powieści Szczęśliwie torturowani Romana Bratnego.

## Obsada aktorska
- Andrzej Łapicki – Jurek "Siwy"
- Alina Janowska – Ina Leska
- Maria Ciesielska – Magda, żona Wolskiego
- Kalina Jędrusik – Anka, żona Andrzeja
- Kazimierz Opaliński – kapitan Dobek
- Józef Nowak – Andrzej
- Edward Dziewoński – Pudel, wspólnik Andrzeja
- Saturnin Żórawski – Aleksander Wolski
- Robert Chojnacki – Bartek, syn Andrzeja
- Jerzy Moes – strażnik graniczny
- Ryszard Pietruski – reporter radiowy

## Fabuła
Po latach pobytu w Paryżu, do Warszawy przybywa "Siwy", były żołnierz podziemia i uczestnik powstania warszawskiego. Odwiedza swojego kumpla Andrzeja i prosi o pomoc w odszukaniu dawnych kolegów, by z nimi wspominać wojenne czasy. Ale te spotkania rozczarowują, ponieważ nie chcą oni wspominać przeszłości i żyją codziennością. Miłość do łączniczki Iny to też przeszłość. "Siwy" rozczarowany tym wszystkim wraca do Paryża, gdzie pracuje jako kierowca przemysłowca.